# Karen DeCrow
Karen DeCrow, née Lipschultz le 18 décembre 1937 à Chicago et décédée le 6 juin 2014 à Jamesville dans l'État de New York, était une avocate, auteure, militante et féministe américaine. Elle a été la 4è présidente nationale de l’Organisation nationale pour les femmes de 1974 à 1977. Elle était également une fervente partisane de l’égalité des droits pour les hommes en ce qui concerne la garde d'enfants, plaidant en faveur d’une « présomption réfragable » de la garde partagée après le divorce. Elle a également affirmé que les hommes, autant que les femmes, devraient avoir le droit de décider de ne pas devenir parents.

## Biographie
Karen Lipschultz est née à Chicago, dans l'État de l'Illinois, au sein d'une famille juive le 18 décembre 1937. Elle est l'aînée de Samuel Meyer Lipschultz, un homme d'affaires, et de Juliette Abt Lipschultz, une danseuse de ballet professionnelle. Elle est diplômée de la Sullivan High School en 1955 et obtient une licence de la Medill School of Journalism de l'Université Northwestern en 1959.
Après avoir obtenu son diplôme universitaire, elle travaille comme rédactrice et éditrice pour un certain nombre de magazines et de maisons d'édition, notamment en tant que rédactrice de mode pour Golf Digest. Elle épouse Alexander Kolben en 1960 avant de divorcer cinq ans plus tard. Elle se remarie la même année avec Roger DeCrow, un informaticien, et le couple déménage à Syracuse, dans l'État de New York.

## Carrière et activisme
Karen DeCrow rejoint l'Organisation nationale pour les femmes en 1967. Cette décision intervient lorsqu'elle réalise qu'elle et ses consœurs sont moins bien payées que les hommes dans la maison d'édition où elles travaillent. Elle co-fonde la section locale de Syracuse de l'Organisation nationale pour les femmes et en est devenue la présidente en 1968. En 1969, elle se présente à la mairie de la ville de Syracuse, devenant ainsi la première femme candidate au poste de maire dans l'histoire de l'État de New York.
Cette même année, elle et Faith Seidenberg se voient interdites d'entrer dans la brasserie McSorley's Old Ale House, réservée aux hommes. Elles décident d'intenter un procès pour discrimination. L'affaire fait la une du New York Times le 26 juin 1970. Le procès, Seidenberg c. McSorleys' Old Ale House (SDNY 1970), établit que, en tant que lieu public, la brasserie avait enfreint la clause de protection égale de la Constitution des États-Unis.

### Carrière juridique
Après avoir été admise en faculté de droit, elle obtient son doctorat en droit à la faculté de droit de l'Université de Syracuse en 1972, où elle était la seule femme de la classe,.
En 1972, elle participe à la campagne du magazine Ms. nommée « Nous avons avorté » qui appelait à la fin des « lois archaïques » limitant la liberté de procréation, et qui encourageait les femmes à partager leurs histoires et à agir.
En 1981, Karen DeCrow est l'une des avocates de l'ancien détective du NYPD Frank Serpico dans sa tentative infructueuse de rejet d'une ordonnance de pension alimentaire car la mère avait menti pendant sa grossesse sur la prise d'une pilule contraceptive. La décision de DeCrow de défendre Serpico dans cette affaire a suscité quelques critiques. Elle déclare au tribunal que « les femmes autonomes qui prennent des décisions elles-mêmes concernant leur vie ne devraient pas s’attendre à ce que les hommes financent leur choix. »

### À la tête de l'Organisation nationale pour les femmes (NOW)
DeCrow est élue présidente de l'Organisation nationale pour les femmes (NOW) de 1974 à 1977. Pendant son mandat, elle mène des campagnes pour garantir l'inclusion des sports universitaires dans le champ d'application du Titre IX, elle fait pression sur la NASA pour recruter des femmes comme astronautes, elle supervise l'ouverture d'un nouveau centre d'action de l'Organisation nationale pour les femmes à Washington, DC et créé un groupe de travail national sur les femmes battues et les violences domestiques. Elle participe également à une tournée de plus de 80 débats publics avec l'activiste antiféministe Phyllis Schlafly sur l'amendement sur l'égalité des droits.
En 1978, Karen DeCrow devient membre associée de l'Institut des femmes pour la liberté de la presse. Elle est honorée par l'Union américaine pour les libertés civiles en 1985.

## Fin de carrière
En 2009, DeCrow est intronisée au Musée national des femmes célèbres. Elle décède d'un mélanome le 6 juin 2014 à Jamesville, dans l'État de New York,.

## Opinions politiques
Elle est l'auteur de plusieurs ouvrages, dont The Young Woman's Guide to Liberation (1971) et Sexist Justice—How Legal Sexism Affects You (1975). Karen DeCrow décrit son objectif ultime comme étant « un monde dans lequel le sexe d'un bébé n'aura que peu ou pas d'importance dans ses activités et ses plaisirs futurs ; qu'ils soient personnels, politiques, économiques, sociaux ou professionnels. » Ainsi, DeCrow est partisane de la garde partagée (garde légale conjointe et garde physique partagée) des enfants en cas de divorce,. Sa position sur la garde partagée est critiquée par certains membres de l'Organisation nationale pour les femmes : « Je suis devenue une persona non grata parce que j'ai toujours été en faveur de la garde partagée », déclare-t-elle.